# Liga Boliviana de Fútbol Sala 2017
La Libofutsal o Liga Boliviana de Fútbol Sala 2017 fue la segunda versión de la Liga Nacional de Fútbol de salón de Bolivia organizada por la FEBOLFUSA (Federación Boliviana de Fútbol Sala).

## Equipos participantes

#### Temporada 2016-17
La primera temporada contaría con 12 equipo dividido en 2 series, donde los 4 mejores de cada grupo clasificarían a la fase final.
| Equipo                                         | Ciudad     | Temp | Coliseo                       | Capacidad |
| ---------------------------------------------- | ---------- | ---- | ----------------------------- | --------- |
| Proyecto Latin (La Paz)                        | La Paz     | 2    | Julio Borelli Viteritto       | 7.500     |
| Wolf Sport (La Paz)                            | La Paz     | 1    | Julio Borelli Viteritto       | 7.500     |
| Cooperativa Rural de Electricidad (Santa Cruz) | Santa Cruz | 2    | Jhon Pictor                   | -         |
| San José de Chiquitos (Santa Cruz)             | Santa Cruz | 2    | Jhon Pictor                   | -         |
| Universitario (Sucre)                          | Chuquisaca | 1    | Jorge Revilla                 | -         |
| Lizondo (Sucre)                                | Chuquisaca | 1    | Jorge Revilla                 | -         |
| Nantes O.S. (Tarija)                           | Tarija     | 2    | Luis Parra                    | 2.000     |
| C.D. Víctor Muriel (Cochabamba)                | Cochabamba | 2    | Jose Casto Méndez Evo Morales | - 12.000  |
| Deportivo Concepción (Potosí)                  | Potosí     | 2    | Ciudad de Potosí San Pedro    | 10.000 -  |
| Universitario (Beni)                           | Beni       | 1    |                               |           |
| Deportivo TNT (Pando)                          | Pando      | 2    | Alfredo Huary                 | -         |
| Deportivo Cobbel (Oruro)                       | Oruro      | 2    | Eduardo Leclere Polo          | -         |

- Datos desde la temporada 2016

## Fase de grupos
Los equipos se dividen en 2 grupos de 5 equipos agrupados según su ubicación geográfica. Los equipos jugarán una fecha de todos contra todos a una vuelta. 
Los dos grupos están divididos de la siguiente manera:

#### Grupo A
| Pos. | Equipos                          | PJ | PG | PE | PP | GF | GC | Dif. | Pts. |
| ---- | -------------------------------- | -- | -- | -- | -- | -- | -- | ---- | ---- |
| 1.   | Lizondo (Sucre)                  | 10 | 7  | 3  | 0  | 66 | 30 | +36  | 24   |
| 2.   | Constructora Cobbel (Oruro)      | 10 | 6  | 2  | 2  | 62 | 43 | +19  | 20   |
| 3.   | Deportivo Concepción (Potosí)    | 10 | 5  | 2  | 3  | 39 | 39 | 0    | 17   |
| 4.   | Proyecto Enigma Sandor (La Paz)* | 10 | 3  | 1  | 6  | 24 | 31 | -7   | 10   |
| 5.   | Universitario (Sucre)            | 10 | 2  | 3  | 5  | 27 | 36 | -9   | 9    |
| 6.   | Nantes O.S. (Tarija)             | 10 | 1  | 1  | 8  | 39 | 78 | -39  | 4    |

- Proyecto Latin fue eliminado del torneo por no presentarse en la novena fecha.

|  |                                      |
|  | Clasificados a los cuartos de final. |
|  | Eliminados.                          |

| Lizondo             | 5 - 5 | Deportivo Concepción | Jorge Revilla Aldana Sucre | 21 de julio | 20:30 |  |
| Nantes O.S.         | 4 - 2 | Universitario (S)    | La Pampa Tarija            | 21 de julio | 21:00 |  |
| Constructora Cobbel | 5 - 1 | Proyecto Enigma      | Eduardo Leclere Polo Oruro | 21 de julio | 21:00 |  |

| Universitario (S)   | 2 - 0 | Deportivo Concepción | Jorge Revilla Aldana Sucre     | 28 de julio | 20:30 |  |
| Constructora Cobbel | 6 - 6 | Lizondo              | Eduardo Leclere Polo Oruro     | 28 de julio | 21:00 |  |
| Proyecto Enigma     | 6 - 1 | Nantes O.S.          | Julio Borelli Viteritto La Paz | 28 de julio | 21:00 |  |

| Lizondo              | 12 - 4 | Nantes O.S.         | Jorge Revilla Aldana Sucre    | 4 de agosto | 20:30 |  |
| Universitario (S)    | 0 - 0  | Proyecto Enigma     | Polideportivo Garcilazo Sucre | 5 de agosto | 20:00 |  |
| Deportivo Concepción | 1 - 6  | Constructora Cobbel | Ciudad de Potosí Potosí       | 5 de agosto | 20:00 |  |

| Nantes O.S.       | 9 - 15 | Deportivo Concepción | La Pampa Tarija                | 11 de agosto    | 20:30 |  |
| Universitario (S) | 4 - 4  | Constructora Cobbel  | Polideportivo Garcilazo Sucre  | 11 de agosto    | 20:30 |  |
| Proyecto Enigma   | 3 - 4  | Lizondo              | Julio Borelli Viteritto La Paz | 1 de septiembre | 21:00 |  |

| Deportivo Concepción | 3 - 1 | Proyecto Enigma   | Ciudad de Potosí Potosí    | 25 de agosto    | 20:00 |  |
| Lizondo              | 9 - 3 | Universitario (S) | Jorge Revilla Aldana Sucre | 26 de agosto    | 20:30 |  |
| Constructora Cobbel  | 8 - 5 | Nantes O.S.       | Eduardo Leclere Polo Oruro | 1 de septiembre | 21:00 |  |

| Deportivo Concepción | 3 - 3 | Lizondo             |  |  |  |  |
| Universitario (S)    | 2 - 2 | Nantes O.S.         |  |  |  |  |
| Proyecto Enigma      | 5 - 3 | Constructora Cobbel |  |  |  |  |

| Lizondo              | 10 - 1 | Constructora Cobbel |  |  |  |  |
| Nantes O.S.          | 4 - 5  | Proyecto Enigma     |  |  |  |  |
| Deportivo Concepción | 3 - 2  | Universitario (S)   |  |  |  |  |

| Nantes O.S.         | 4 - 12 | Lizondo              |  |  |  |  |
| Proyecto Enigma     | 3 - 5  | Universitario (S)    |  |  |  |  |
| Constructora Cobbel | 9 - 1  | Deportivo Concepción |  |  |  |  |

| Constructora Cobbel  | 9 - 6 | Universitario (S) | Eduardo Leclere Polo Oruro |  |  |  |
| Lizondo              | W.O.  | Proyecto Enigma   | Jorge Revilla Aldana Sucre |  |  |  |
| Deportivo Concepción | 5 - 2 | Nantes O.S.       | Ciudad de Potosí Potosí    |  |  |  |

| Nantes O.S.       | 4 - 11 | Constructora Cobbel  |  |  |  |  |
| Universitario (S) | 1 - 2  | Lizondo              |  |  |  |  |
| Proyecto Enigma   | W.O.   | Deportivo Concepción |  |  |  |  |

#### Grupo B
| Pos. | Equipos                            | PJ | PG | PE | PP | GF | GC | Dif. | Pts. |
| ---- | ---------------------------------- | -- | -- | -- | -- | -- | -- | ---- | ---- |
| 1.   | CRE (Santa Cruz)                   | 10 | 8  | 1  | 1  | 41 | 19 | +22  | 25   |
| 2.   | Wolf Sport (La Paz)                | 10 | 8  | 0  | 2  | 57 | 26 | +31  | 24   |
| 3.   | C.D. Víctor Muriel (Cochabamba)    | 10 | 6  | 2  | 2  | 48 | 28 | +20  | 20   |
| 4.   | Deportivo TNT (Pando)              | 10 | 3  | 1  | 6  | 32 | 63 | -31  | 10   |
| 5.   | San José de Chiquitos (Santa Cruz) | 10 | 1  | 1  | 8  | 25 | 43 | -18  | 4    |
| 6.   | Universitario (Beni)               | 10 | 1  | 1  | 8  | 27 | 51 | -24  | 4    |

- Deportivo TNT fue eliminado del torneo por no presentarse en la novena fecha.

|  |                                  |
|  | Clasificados a cuartos de final. |
|  | Eliminados.                      |

| Wolf Sport            | 7 - 2 | Victor Muriel     | Julio Borelli Viteritto La Paz | 21 de julio | 20:00 |  |
| CRE                   | 3 - 0 | Universitario (B) | Jhon Pictor Blanco Santa Cruz  | 21 de julio | 21:00 |  |
| San José de Chiquitos | 4 - 6 | Deportivo TNT     | Jhon Pictor Blanco Santa Cruz  | 26 de julio | 19:30 |  |

| Universitario (B)     | 4 - 8 | Wolf Sport    | Platillo Volador Beni         | 28 de julio | 21:00 |  |
| San José de Chiquitos | 0 - 2 | CRE           | Jhon Pictor Blanco Santa Cruz | 28 de julio | 21:00 |  |
| Deportivo TNT         | 6 - 6 | Victor Muriel | Alfredo Huary Pando           | 29 de julio | 20:30 |  |

| Wolf Sport    | 5 - 1 | San José de Chiquitos | Héroes de Octubre El Alto         | 4 de agosto | 20:30 |  |
| CRE           | 4 - 1 | Deportivo TNT         | Jhon Pictor Blanco Santa Cruz     | 4 de agosto | 21:00 |  |
| Victor Muriel | 5 - 2 | Universitario (B)     | Polideportivo Olímpico Cochabamba | 5 de agosto | 20:00 |  |

| San José de Chiquitos | 1 - 4 | Victor Muriel     | Jhon Pictor Blanco Santa Cruz | 11 de agosto | 19:30 |  |
| CRE                   | 5 - 2 | Wolf Sport        | Jhon Pictor Blanco Santa Cruz | 11 de agosto | 21:00 |  |
| Deportivo TNT         | 6 - 3 | Universitario (B) | Alfredo Huary Pando           | 15 de agosto | 20:30 |  |

| Wolf Sport        | 12 - 3 | Deportivo TNT         | Héroes de Octubre El Alto         | 25 de agosto | 20:30 |  |
| Universitario (B) | 5 - 5  | San José de Chiquitos | Cancha Vieja Beni                 | 25 de agosto | 21:00 |  |
| Victor Muriel     | 2 - 2  | CRE                   | Polideportivo Olímpico Cochabamba | 26 de agosto | 20:30 |  |

| Victor Muriel     | 7 - 1 | Wolf Sport            |  |  |  |  |
| Universitario (B) | 3 - 5 | CRE                   |  |  |  |  |
| Deportivo TNT     | 5 - 4 | San José de Chiquitos |  |  |  |  |

| Wolf Sport    | 10 - 2 | Universitario (B)     |  |  |  |  |
| CRE           | 4 - 1  | San José de Chiquitos |  |  |  |  |
| Victor Muriel | 12 - 2 | Deportivo TNT         |  |  |  |  |

| San José de Chiquitos | 2 - 4  | Wolf Sport    |  |  |  |  |
| Deportivo TNT         | 3 - 12 | CRE           |  |  |  |  |
| Universitario (B)     | 2 - 3  | Victor Muriel |  |  |  |  |

| Wolf Sport        | 5 - 0 | CRE                   | Julio Borelli Viteritto La Paz |  |  |  |
| Universitario (B) | W.O.  | Deportivo TNT         |                                |  |  |  |
| Victor Muriel     | 5 - 1 | San José de Chiquitos |                                |  |  |  |

| Deportivo TNT         | W.O. | Wolf Sport        |  |              |       |  |
| San José de Chiquitos |      | Universitario (B) |  | 7 de octubre | 19:30 |  |
| CRE                   | 4-2  | Victor Muriel     |  | 6 de octubre |       |  |

## Segunda Fase
La fase final se jugará a partidos de ida y vuelta donde se contarán solamente los puntos. En caso de igualdad de puntos en los dos partidos, se jugará dos tiempos extras de 5 minutos, en caso de persistir el empate se lanzará tiros desde el punto penal.
La segunda fase empezará desde el 20 de noviembre.

### Cuadro
|  | Cuartos de final   | Cuartos de final      | Cuartos de final   | Cuartos de final   |   |       | Semifinales                    | Semifinales                    | Semifinales                    | Semifinales                    |  |    | Finales             | Finales             | Finales             | Finales             |  |
|  | 14 - 25 de octubre | 14 - 25 de octubre    | 14 - 25 de octubre | 14 - 25 de octubre |   |       | 27 de octubre - 4 de noviembre | 27 de octubre - 4 de noviembre | 27 de octubre - 4 de noviembre | 27 de octubre - 4 de noviembre |  |    | 8 - 15 de diciembre | 8 - 15 de diciembre | 8 - 15 de diciembre | 8 - 15 de diciembre |  |
|  |                    |                       |                    |                    |   |       |                                |                                |                                |                                |  |    |                     |                     |                     |                     |  |
|  |                    |                       |                    |                    |   |       |                                |                                |                                |                                |  |    |                     |                     |                     |                     |  |
|  | 2B                 | Wolf Sport            | 2                  | 8                  |   |       |                                |                                |                                |                                |  |    |                     |                     |                     |                     |  |
|  | 2B                 | Wolf Sport            | 2                  | 8                  |   |       |                                |                                |                                |                                |  |    |                     |                     |                     |                     |  |
|  | 3A                 | Dep. Concepción       | 2                  | 2                  |   |       |                                |                                |                                |                                |  |    |                     |                     |                     |                     |  |
|  | 3A                 | Dep. Concepción       | 2                  | 2                  |   | 2B    | Wolf Sport                     | 2                              | 9                              |                                |  |    |                     |                     |                     |                     |  |
|  |                    |                       |                    |                    |   | 2B    | Wolf Sport                     | 2                              | 9                              |                                |  |    |                     |                     |                     |                     |  |
|  |                    |                       | 1A                 | Lizondo            | 2 | 2     |                                |                                |                                |                                |  |    |                     |                     |                     |                     |  |
|  | 1A                 | Lizondo               | 1A                 | Lizondo            | 2 | 2     | 1                              | 5 (3)                          |                                |                                |  |    |                     |                     |                     |                     |  |
|  | 1A                 | Lizondo               |                    |                    |   |       |                                |                                |                                |                                |  |    |                     |                     |                     |                     |  |
|  | 4B                 | San José de Chiquitos | 2                  | 4 (2)              |   |       |                                |                                |                                |                                |  |    |                     |                     |                     |                     |  |
|  | 4B                 | San José de Chiquitos | 2                  | 4 (2)              |   |       |                                |                                |                                |                                |  | 2B | Wolf Sport          | 1                   | 3                   |                     |  |
|  |                    |                       |                    |                    |   |       |                                |                                |                                |                                |  | 2B | Wolf Sport          | 1                   | 3                   |                     |  |
|  |                    |                       | 1B                 | CRE                | 1 | 6     |                                |                                |                                |                                |  |    |                     |                     |                     |                     |  |
|  | 2A                 | Constructora Cobbel   | 1B                 | CRE                | 1 | 6     | 3                              | 3                              |                                |                                |  |    |                     |                     |                     |                     |  |
|  | 2A                 | Constructora Cobbel   |                    |                    |   |       |                                |                                |                                |                                |  |    |                     |                     |                     |                     |  |
|  | 3B                 | Victor Muriel         | 5                  | 8                  |   |       |                                |                                |                                |                                |  |    |                     |                     |                     |                     |  |
|  | 3B                 | Victor Muriel         | 5                  | 8                  |   | 3B    | Victor Muriel                  | 2                              | 4 (1)                          |                                |  |    |                     |                     |                     |                     |  |
|  |                    |                       |                    |                    |   | 3B    | Victor Muriel                  | 2                              | 4 (1)                          |                                |  |    |                     |                     |                     |                     |  |
|  |                    |                       | 1B                 | CRE                | 5 | 2 (2) |                                |                                |                                |                                |  |    |                     |                     |                     |                     |  |
|  | 1B                 | CRE                   | 1B                 | CRE                | 5 | 2 (2) | 3                              | 4                              |                                |                                |  |    |                     |                     |                     |                     |  |
|  | 1B                 | CRE                   |                    |                    |   |       |                                |                                |                                |                                |  |    |                     |                     |                     |                     |  |
|  | 4A                 | Universitario (S)     | 3                  | 0                  |   |       |                                |                                |                                |                                |  |    |                     |                     |                     |                     |  |
|  | 4A                 | Universitario (S)     | 3                  | 0                  |   |       |                                |                                |                                |                                |  |    |                     |                     |                     |                     |  |
|  |                    |                       |                    |                    |   |       |                                |                                |                                |                                |  |    |                     |                     |                     |                     |  |

- Nota: En cada llave, el equipo que figura en la parte superior de la llave ejerce la localía en el partido de vuelta.

## Cuartos de final
CRE vs Universitario (S)
| 17 de octubre, 20:30 | Universitario (S)        | 3–3     | CRE                                        | Jorge Revilla Aldana, Sucre |  |
|                      | Freddy Rios · Marco Cruz | Reporte | Diego Rojas · Donny Pesoa · Renan Do Valle |                             |  |

| 20 de octubre, 20:30 | CRE                           | 4–0     | Universitario (S) | Jhon Pictor Blanco, Santa Cruz |  |
|                      | José Herrera · Renan Do Valle | Reporte |                   |                                |  |

Constructora Cobbel vs Victor Muriel
| 14 de octubre, 19:30 | Victor Muriel                                                               | 5–3     | Constructora Cobbel             | Coliseo Univalle, Tiquipaya, Cochabamba |  |
|                      | Edson Pérez · José Parra · Fernando Grana · Romario Torres · Miguel Padilla | Reporte | Cristian Torres · Aldo Saavedra |                                         |  |

| 25 de octubre, 21:00 | Constructora Cobbel         | 3–8     | Victor Muriel                                                | Eduardo Leclere Polo, Oruro |  |
|                      | Aldo Saavedra · Harol Calle | Reporte | Miguel Padilla · Luis Florero · Daniel Peña · Dalua Gonzales |                             |  |

Wolf Sport vs Deportivo Concepción
| 14 de octubre, 20:30 | Deportivo Concepción            | 2–2     | Wolf Sport                     | Villa de los Niños, Potosí |  |
|                      | Javier Carmona · Rolando Choque | Reporte | Ivan Quisbert · Jesus Gualdron |                            |  |

| 21 de octubre, 17:30 | Wolf Sport                                                                                  | 8–2     | Deportivo Concepción       | Julio Borelli Viteritto, La Paz |  |
|                      | Camilo Reyes · Mauricio Portocarrero · Israel Montaño · Alvin Bendezu · Alejandro Fernandez | Reporte | Walter Ruiz · Marco García |                                 |  |

Lizondo vs San José de Chiquitos
| 14 de octubre, 21:00 | San José de Chiquitos | 2–1     | Lizondo     | Jhon Pictor Blanco, Santa Cruz |  |
|                      | Dudy Chávez           | Reporte | Hilmar Lugo |                                |  |

| 20 de octubre, 20:30 | Lizondo                                            | 5–4 (0–0) (t. s.)(3–2 p.)  | San José de Chiquitos                                    | Jorge Revilla Aldana, Sucre |  |
|                      | Saul Robles · Gabriel Lopez · Richard Chavarría    | Reporte                    | Claudio Dorado · Juan Bejarano · Mario Vaca              |                             |  |
|                      |                                                    | Tiros desde el punto penal |                                                          |                             |  |
|                      | Gabriel Lopez · Saul Robles · Barrero · Alan Valda |                            | Juan Bejarano · Mario Vaca · Claudio Dorado · Noi Dorado |                             |  |

## Semifinales
Victor Muriel vs CRE
| 27 de octubre, 21:00 | CRE                                                          | 5–2 | Victor Muriel                    | Jhon Pictor Blanco, Santa Cruz |  |
|                      | Romer Herrera · Diego Rojas · Jorge Justiniano · Rovin Cheng |     | Enrique Florero · Dalua Gonzales |                                |  |

| 4 de noviembre, 19:30 | Victor Muriel                                | 4–2 (1–1) (t. s.)(1–2 p.)  | CRE                          | Coliseo Univalle, Tiquipaya, Cochabamba |  |
|                       | Miguel Padilla · Romario Torrez              | Reporte                    | Carlos Cortez · Jose Herrera |                                         |  |
|                       |                                              | Tiros desde el punto penal |                              |                                         |  |
|                       | Michel Ramirez · Jose Parra · Fernando Grana |                            | Jose Barba · Donny Pessoa ·  |                                         |  |

Wolf Sport vs Lizondo
| 27 de octubre, 20:30 | Lizondo                  | 2–2     | Wolf Sport     | Jorge Revilla Aldana, Sucre |  |
|                      | Saul Robles · Alan Valda | Reporte | Jesus Gualdron |                             |  |

| 3 de noviembre, 20:30 | Wolf Sport | 9–2     | Lizondo                          | Julio Borelli Viteritto, La Paz |  |
|                       | Ramiro Mendivil · Alejandro Fernandez · Andres Reyes · Mauricio Portocarrero · Israel Montaño · Salomon Enriquez | Reporte | Saul Robeles · Richard Chavarría |                                 |  |

## Finales
Wolf Sport vs CRE
| 8 de diciembre, 21:00 | CRE        | 1–1     | Wolf Sport          | Jhon Pictor Blanco, Santa Cruz |  |
|                       | Jose Barba | Reporte | Alejandro Fernandez |                                |  |

| 15 de diciembre, 20:30 | Wolf Sport                        | 3–6     | CRE                                                                       | Julio Borelli Viteritto, La Paz |  |
|                        | Salomon Enriquez · Israel Montaño | Reporte | Renan Do Valle · Donny Pessoa · Oscar Anocey · Carlos Cortez · Jose Barba |                                 |  |

CRE CAMPEÓN DE LA LIGA BOLIVIANA DE FUTSAL 2017
PRIMER TÍTULO

## Descendo Indirecto
Universitario (B) vs Nantes
| 10 de noviembre, 21:00 | Nantes  | 9–2     | Universitario (B) | La Pampa, Tarija |  |
|                        | Anotado | Reporte | Anotado           |                  |  |

| 17 de noviembre, 20:30 | Universitario (B) | 1–6     | Nantes  | Cancha Vieja, Beni |  |
|                        | Anotado           | Reporte | Anotado |                    |  |

## Cronología
| Predecesor: Libofutsal 2016-17 | Libofutsal 2017 | Sucesor: Libofutsal 2018 |

- Datos: Q97161253